# Renate Garisch-Culmberger
Renate Garisch-Culmberger   (Baltisk, 24 de gener de 1939 - Börgerende-Rethwisch, 5 de gener de 2023), posteriorment de casada Boy, és una atleta alemanya de la República Democràtica Alemanya, ja retirada, especialista en el llançament de pes, que va competir durant les dècades de 1950 i 1960.
Va néixer a Prússia Oriental i durant la Segona Guerra Mundial la seva família es va traslladar a viure a Turíngia i posteriorment a Rügen. La família té l'origen en la noblesa alsaciana. Abans de dedicar-se en l'atletisme va destacar com a jugadora d'handbol.
Durant la seva carrera esportiva va prendre part en tres edicions dels Jocs Olímpics d'Estiu, el 1960, 1964 i 1968. El millor resultat el va obtenir als Jocs de Tòquio de 1964, on guanyà la medalla de plata en la prova del llançament de pes del programa d'atletisme. Als Jocs de Roma de 1960 fou sisena i als de Ciutat de Mèxic de 1968 cinquena, sempre en la prova del llançament de pes.
En el seu palmarès també destaca una medalla de plata al Campionat d'Europa d'atletisme de 1962. Al de 1969 fou cinquena. Guanyà els campionats nacionals de la República Democràtica Alemanya de 1961 a 1965 i el 1967, així com els campionats nacionals en pista coberta de 1964 i 1965. Va millorar el rècord nacional del llançament de pes en set ocasions entre 1961 i 1964, situant-lo en 17,61 metres l'octubre de 1964. El 1964 va establir un nou rècord del món en pista coberta amb un salt de 17,18 metres.

## Millors marques
- Llançament de pes. 17,87 metres (1969)[2][6]